# Grania torosa
Grania torosa är en ringmaskart som beskrevs av Rota och Erseus 2003. Grania torosa ingår i släktet Grania och familjen småringmaskar. Inga underarter finns listade i Catalogue of Life.